# Vương quốc Hanthawaddy
Vương quốc Hanthawaddy (tiếng Myanmar: ဟံသာဝတီ ပဲခူး တိုင်းပြည်; còn gọi Hanthawaddy Pegu hoặc đơn giản là Pegu; Hán-Việt: Bột Cố 勃固) từng là một quốc gia lớn của người Môn cai trị miền Hạ Miến (Myanmar) trong thời kỳ 1287-1539. Vương quốc nói tiếng Môn được thành lập bởi Ramannadesa hay Ramanya trong tiếng Miến (ရာမညဒေသ) và tiếng Môn ရးမည) bởi vua Wareru sau khi Đế quốc Pagan sụp đổ vào năm 1287, vua Wareru đã thành lập Hanthawaddy dưới cái tên Ramanya và làm một nước chư hầu danh nghĩa của Sukhothai, và của nhà Nguyên. Đến năm 1331, quốc gia này chính thức độc lập với Sukhothai, nhưng vẫn là một liên bang lỏng lẻo của ba trung tâm quyền lực lớn trong khu vực: vùng đồng bằng Ayeyarwady, Pegu, và Martaban. Các vua của Hanthawaddy lúc đó có ít hoặc không có quyền lực gì đối với chư hầu. Martaban đã công khai vùng dậy trong những năm 1363-1388.
Dưới sự cai trị mạnh mẽ của vua Razadarit (1383 - 1422), vương quốc đã được củng cố. Razadarit đã thống nhất vững chắc ba vùng người Môn trên với nhau, và đã bảo vệ được nền độc lập của đất nước trước âm mưu thôn tính của quốc gia người Shan-Miến Ava trong cuộc chiến tranh kéo dài 40 năm (1385 - 1424), đồng thời khuất phục vương quốc Arakan ở phía tây. Chiến tranh kết thúc bất phân thắng bại, nhưng xét đến việc Ava rốt cục phải từ bỏ tham vọng phục hồi Đế quốc Pagan, thì có thể nói là Hanthawaddy đã chiến thắng. Sau đó, Hanthawaddy đôi khi còn hỗ trợ các nước chư hầu phía nam của Ava là Prome và Taungoo nổi dậy chống lại Ava, nhưng vẫn đồng thời cẩn thận để tránh bị rơi vào một cuộc chiến tranh toàn diện.
Sau cuộc chiến tranh 40 năm, Hanthawaddy bước vào thời đại hoàng kim của mình trong khi đối thủ Ava dần đi vào suy vong. Từ thập niên 1420 đến thập niên 1530, Hanthawaddy là vương quốc hùng mạnh nhất và thịnh vượng trong tất cả các vương quốc sau thời đại Pagan. Dưới sự cai trị liên tục của một loạt các vị vua anh minh - Binnya Ran I, Shin Sawbu, Dhammazedi và Binnya Ran II - vương quốc đã có được một thời kỳ thịnh vượng kéo dài, với những nguồn thu lớn từ ngoại thương. Thương nhân của Hanthawaddy đã giao dịch với thương nhân từ khắp Ấn Độ Dương, làm đầy kho bạc của nhà vua bằng vàng, bạc, lụa và gia vị, và tất cả những thứ khác của nền thương mại thời tiền hiện đại. Vương quốc cũng đã trở thành một trung tâm nổi tiếng của Phật giáo Thượng tọa bộ. Nó thiết lập quan hệ chặt chẽ với Sri Lanka, và khuyến khích những cải cách mà sau này lan rộng trong cả nước.
Sự thịnh vượng của vương quốc kết thúc đột ngột. Từ năm 1535 trở đi, nó liên tục bị vương quốc Taungoo tấn công. Vua Takayutpi không thể lãnh đạo nổi vương quốc với nhiều nguồn lực và nhân lực hơn so với nước Taungoo nhỏ bé nhưng có vua Tabinshwehti anh minh và tướng Bayinnaung tài ba. Taungoo đã thâu tóm vùng đồng bằng Ayeyarwady vào năm 1538, Pegu vào năm 1539, và Martaban vào năm 1541. Năm 1550, nhân việc vua Tabinshwehti bị ám sát, Hanthawaddy đã kháng cự mạnh mẽ. Nhưng Bayinnaung đã nhanh chóng đánh bại các cuộc kháng cự vào năm 1551.
Thời kỳ vàng son của Hanthawaddy được người Môn ở Hạ Miến nhớ mãi. Vào năm 1740, khi triều Taungoo suy yếu, người Môn lại giành độc lập và lập nên nước Hanthawaddy Phục hưng.

### Danh sách các vua Hanthawaddy
1. Wareru, trị vì từ năm 1287 đến năm 1306
2. Razadarit, 1383 – 1422
3. Nữ hoàng Shin Sawbu, 1453 – 1472
4. Dhammazedi, 1472 – 1492
5. Takayutpi, 1526 – 1539

### Kinh đô
1. Martaban (1287 – 1324)
2. Pegu (1324 – 1348)
3. Martaban (1348 – 1363)
4. Donwon (1363 – 1369)
5. Pegu (1369 – 1539)